# Anatosuchus
Anatosuchus – rodzaj niewielkiego krokodylomorfa z grupy Mesoeucrocodylia żyjącego we wczesnej kredzie na terenie dzisiejszej Afryki. Prawdopodobnie był drapieżnikiem poruszającym się na wyprostowanych kończynach i polującym na bezkręgowce i niewielkie wodne kręgowce. Pozycja filogenetyczna rodzaju jest niepewna – analizy wskazują na jego przynależność do Notosuchia lub Neosuchia.

## Morfologia

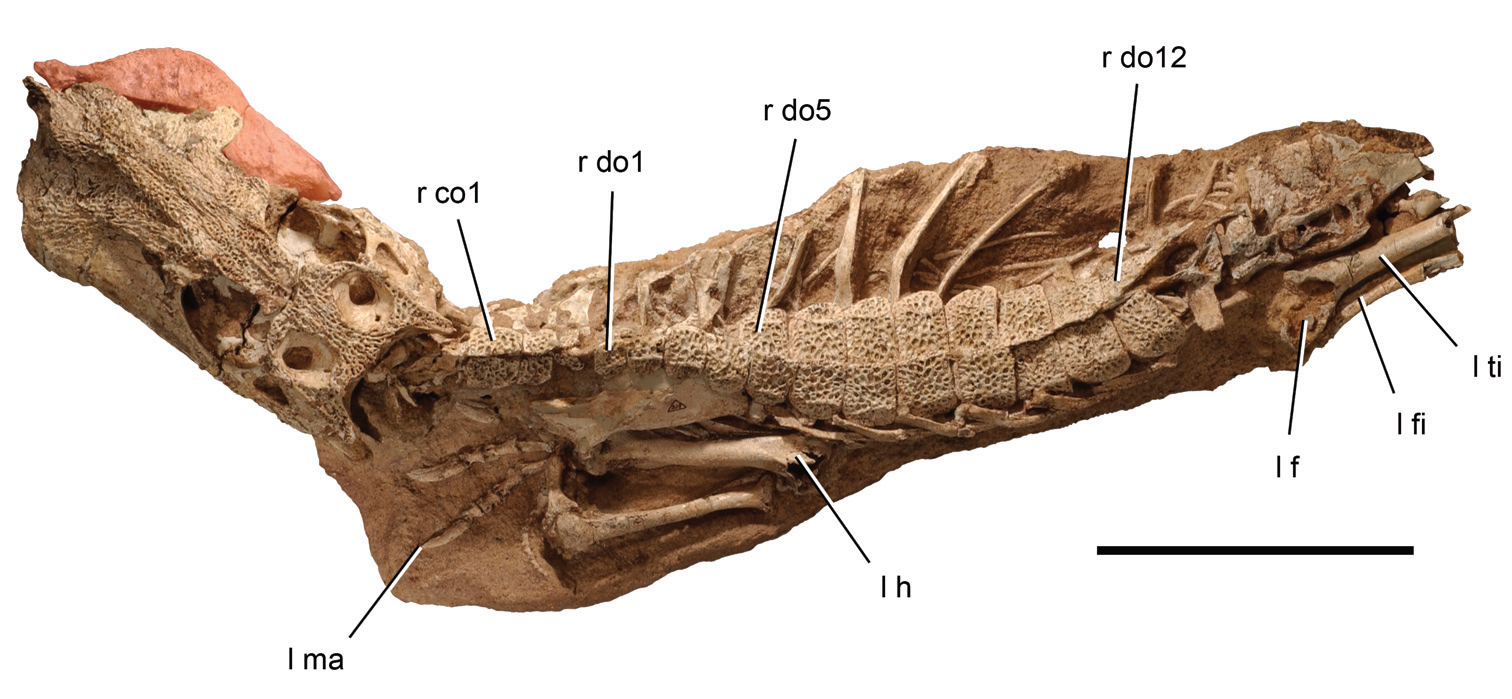
Szkielet Anatosuchus minor

Anatosuchus był niewielkim krokodylomorfem z dużymi oczodołami i krótkim pyskiem o szerokości zbliżonej do jego długości. Osiągał poniżej 1 m długości i prawdopodobnie poruszał się na wyprostowanych kończynach. Jego pysk był jednym z najbardziej wyspecjalizowanych pośród krokodylomorfów. Anatosuchus miał przypuszczalnie mięsiste nozdrza zewnętrzne otwierające się ku górze. Młode osobniki miały pięć zębów przedszczękowych, jednak z wiekiem liczba ta wzrastała do sześciu, co prawdopodobnie wiąże się ze zwiększeniem szerokości pyska. Największe zęby znajdowały się w rogach szczęki oraz żuchwy, jednak w przeciwieństwie do wielu przedstawicieli Notosuchia powiększone zęby przypominające kły nie występowały. Uzębienie było typowe dla drapieżnika. Według Sereno i Larssona, mający stosunkowo duży nadgarstek i wydłużone, płasko zakończone paliczki kończyn przednich Anatosuchus, mógł wygrzebywać miękkie bezkręgowce lub szukać płazów i niewielkich ryb w płytkich wodach. Całkowitą objętość wewnątrzczaszkową A. minor szacuje się na co najmniej 1964 mm3, a półkuli mózgu na nie mniej niż 561 mm3, co mieści się wśród wartości spotykanych również u współczesnych krokodyli.

## Systematyka
Według analizy filogenetycznej przeprowadzonej przez Sereno i współpracowników w 2003 roku taksonem siostrzanym dla Anatosuchus jest Comahuesuchus, a oba rodzaje należą do rodziny Comahuesuchidae w ramach monofiletycznej grupy Notosuchia. Hipotezę tę wsparła analiza Alana Turnera z 2006 roku, jednak badania Martinellego (2003) oraz Andradego, Bertiniego i Pinheiro (2006) nie potwierdziły bliskiego pokrewieństwa Anatosuchus z Comahuesuchus i jego zaliczenia do Comahuesuchidae. Według analizy Martinellego (2003) Anatosuchus w ogóle nie należał do Notosuchia, lecz był taksonem siostrzanym do kladu tworzonego przez rodzaj Araripesuchus i rodzinę Peirosauridae; także według analizy Andradego i Bertiniego (2008) Anatosuchus nie należał do Notosuchia, lecz był taksonem siostrzanym do kladu tworzonego przez Araripesuchus i grupę Neosuchia. Cechy podniebienia Anatosuchus, które początkowo uznano za łączące go z Comahuesuchus, okazały się efektami erozji, a dodatkowe skamieniałości opisane w 2009 roku potwierdziły, że rodzaje te nie są najbliższymi krewnymi, co wsparła analiza filogenetyczna przeprowadzona Sereno i Larssona, która zasugerowała, że Anatosuchus należał do Notosuchia, a najbliżej spokrewnione z nim są Simosuchus i Uruguaysuchus. Z kolei według analizy Fiorellego i Calvo (2007) Anatosuchus należał do Peirosauridae i był taksonem siostrzanym rodzaju Uberabasuchus; według tej analizy Peirosauridae tworzyły nierozwikłaną trychotomię z kladami Notosuchia i Neosuchia. Również według późniejszej (2008) analizy tych samych autorów najbliższymi krewnymi Anatosuchus byli przedstawiciele rodziny Peirosauridae oraz rodzaj Mahajangasuchus; nie jest jednak pewne, czy taksony te należały do Notosuchia czy do Neosuchia. Turner i Sertich (2010) spostrzegli, że pozycja filogenetyczna Anatosuchus w dużej mierze zależy od pozycji Peirosauridae i Araripesuchus – w ich analizie wszystkie te taksony były bazalnymi przedstawicielami Notosuchia, jednak wydłużenie drzewa tak, by Araripesuchus i Peirosauridae znajdowały się w Neosuchia powodowało, że również Anatosuchus zmieniał pozycję z Notosuchia na Neosuchia. W zależności od pozycji gatunku Araripesuchus wegeneri w analizie Turnera i Serticha Anatosuchus znajdował się na kladogramie jako najbardziej bazalny przedstawiciel Notosuchia lub jako takson siostrzany dla kladu obejmującego Araripesuchus i grupę Ziphosuchia. Również według analizy przeprowadzonej przez Pola i współpracowników (2014) Anatosuchus jest blisko spokrewniony z Araripesuchus – znajduje się w politomii z gatunkami A. wegeneri i A. tsangatsangana oraz kladem obejmującym pozostałe gatunki Araripesuchus oraz rodzaj Uruguaysuchus.

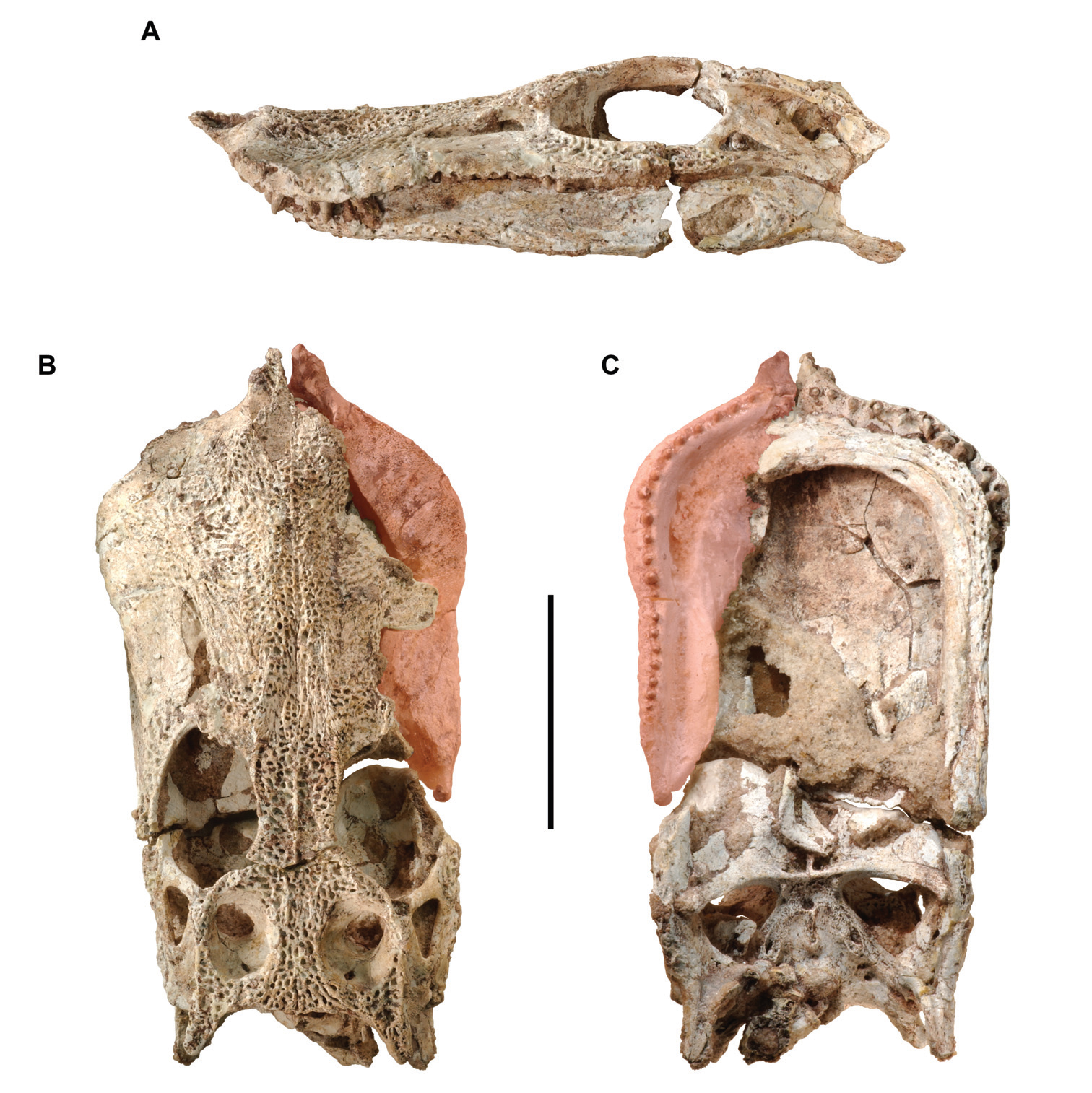
Czaszka Anatosuchus (MNN GAD17)

## Historia odkryć
Szczątki Anatosuchus zostały odkryte w datowanych na późny apt lub wczesny alb osadach formacji Elrhaz w środkowym Nigrze i opisane w 2003 roku przez Paula Sereno i współpracowników. Holotypem jest niemal kompletna czaszka osobnika młodocianego wraz z połączoną z nią stawowo żuchwą (MNN GAD603, dawniej MNN GDF603). W 2009 roku opisano dodatkowe skamieniałości: MNN GAD17 – niemal kompletną czaszkę wraz z żuchwą, połączoną z niekompletnym szkieletem pozaczaszkowym, nieobejmującym prawej części obręczy barkowej i kończyny przedniej, kończyn tylnych, kości krzyżowej oraz ogona, oraz MNN GAD18 – środkową część kości zębowej obejmującą zębodoły 7–14 oraz przednią część lewej kości okładkowej.
Nazwa gatunku typowego, Anatosuchus minor, oznaczająca „mały kaczy krokodyl”, pochodzi od łacińskiego słowa anas („kaczka”), greckiego souchos („krokodyl”) oraz łacińskiego minor („mały”) i odnosi się do kształtu pyska Anatosuchus, przypominającego kaczy dziób, oraz niewielkich rozmiarów zwierzęcia.